# Jocolí
Jocolí es una localidad argentina ubicada en el norte de la Provincia de Mendoza, repartida entre los departamentos Las Heras y Lavalle; en el departamento Las Heras forma parte del distrito de Capdevilla, pero en el departamento Lavalle la localidad es a su vez un distrito con el nombre de Jocolí. Se desarrolló en torno a la Estación Jocolí del Ferrocarril San Martín. Se encuentra a la vera de la Ruta Nacional 40, la cual constituye su principal vía de comunicación, vinculándola al norte con la Ciudad de San Juan y al sur con la Ciudad de Mendoza.
Es el límite norte del oasis de Mendoza. Según el INDEC, la población urbana se reparte casi en formas iguales entre ambos departamentos, con 414 habitantes en Las Heras y 549 en Lavalle. Los campos de la zona son muy secos, aunque existen de todas maneras dos bodegas reconocidas llamadas "Finca Don Héctor" y "El Último Oasis".
También existe una fábrica de salsa de tomate.
Dentro del distrito Jocolí también se halla el Barrio Jocolí II.